# Atletica leggera ai Giochi della XXXI Olimpiade - 10000 metri piani maschili

Video della Finale (l'ultimo giro)

Ai Giochi della XXXI Olimpiade, che si sono tenuti a Rio de Janeiro nel 2016, la competizione dei 10000 metri piani maschili si è svolta il 13 agosto presso lo Stadio Nilton Santos.

## Presenze ed assenze dei campioni in carica
Per i campionati europei si considera l'edizione del 2014.
| Competizione         | Atleta               | Prestazione | Rio 2016   |
| -------------------- | -------------------- | ----------- | ---------- |
| Olimpiadi 2012       | Mohamed Farah        | 27'30"42    | Presente   |
| Commonwealth 2014    | Moses Kipsiro        | 27'56"11    | Non qual.  |
| Europei 2014         | Mohammed Farah       | 28'08"11    | Presente   |
| Asiatici 2014        | El Hassan El-Abbassi | 28'11"20    | Presente   |
| Africani 2015        | Tsebelu Zewude       | 27'27”19    | Non qual.  |
| Mondiali 2015        | Mohamed Farah        | 27'01"13    | Presente   |
|                      |                      |             |            |
| Mondiali junior 2012 | Yigrem Demelash      | 28'16"07    | Non selez. |

## La gara
La pattuglia keniota comprende: Paul Tanui, terzo a Pechino 2015, Bidan Karoki (quarto) e Geoffrey Kamworor.

Il campione in carica, olimpico e mondiale, Mohammed Farah è contro tutti. Essendo l'uomo da battere, bisognerebbe tenere un ritmo elevatissimo in modo da sfiancare il campione.

Non succede niente di tutto questo. I primi 5000 metri sono coperti in 13'53”11: troppo lenti. Il ritmo si fa sostenuto solamente quando mancano 2 km all'arrivo. A un km dalla fine Farah sale in testa al gruppo per la prima volta. Sembra manifestare l'intenzione di condurre la gara fino alla fine. Imprime un'accelerazione a 9200 metri percorrendo il penultimo giro in 61”24. Al suono della campanella lancia una lunga volata ma sul  rettilineo opposto a quello d'arrivo Tanui lo sopravanza. All'inizio del rettilineo finale Farah è ancora secondo, ma riesce a cambiare ritmo e va a vincere con mezzo secondo di vantaggio. Al terzo e quarto posto si piazzano gli etiopi Tola e Demelash. Il vincitore ha corso l'ultimo giro in 55”36.
Galen Rupp peggiora il suo secondo posto di Londra 2012 finendo quinto.

Mohammed Farah è il sesto uomo a vincere due ori olimpici consecutivi sui 10000 metri.

## Risultati

### Finale
| Record mondiale      | Kenenisa Bekele | 26'17"53 | Bruxelles | 26 agosto 2005 |
| Record olimpico      | Kenenisa Bekele | 12'57"82 | Pechino   | 23 agosto 2008 |
| Capolista stagionale | Yigrem Demelash | 26'51"11 | Hengelo   | 29 giugno 2016 |

Sabato 13 agosto, ore 21:25.
| Pos.    | Atleta               | Età | Nazione       | Tempo    | Note                          |
| ------- | -------------------- | --- | ------------- | -------- | ----------------------------- |
| Oro     | Mohammed Farah       | 33  | Gran Bretagna | 27'05"17 |                               |
| Argento | Paul Tanui           | 26  | Kenya         | 27'05"64 |                               |
| Bronzo  | Tamirat Tola         | 25  | Etiopia       | 27'06"26 |                               |
| 4       | Yigrem Demelash      | 22  | Etiopia       | 27'06"27 |                               |
| 5       | Galen Rupp           | 30  | Stati Uniti   | 27'08"92 |                               |
| 6       | Joshua Cheptegei     | 20  | Uganda        | 27'10"06 | Miglior prestazione personale |
| 7       | Bedan Karoki Muchiri | 26  | Kenya         | 27'22"93 |                               |
| 8       | Zersenay Tadese      | 34  | Eritrea       | 27'23"86 |                               |
| 9       | Nguse Tesfaldet      | 30  | Eritrea       | 27'30"79 |                               |
| 10      | Abraham Cheroben     | 24  | Bahrein       | 27'31"86 | Miglior prestazione personale |
| 11      | Geoffrey Kamworor    | 24  | Kenya         | 27'31"94 |                               |
| 12      | Zane Robertson       | 27  | Nuova Zelanda | 27'33"67 | Record nazionale              |
| 13      | Polat Kemboi Arıkan  | 26  | Turchia       | 27'35"50 | Miglior prestazione personale |
| 14      | Leonard Essau Korir  | 30  | Stati Uniti   | 27'35"65 |                               |
| 15      | Abadi Hadis          | 19  | Etiopia       | 27'36"34 |                               |
| 16      | David McNeill        | 30  | Australia     | 27'51"71 |                               |
| 17      | Suguru Osako         | 25  | Giappone      | 27'51"94 |                               |
| 18      | Stephen Mokoka       | 31  | Sudafrica     | 27'54"57 |                               |
| 19      | Shadrack Kipchirchir | 27  | Stati Uniti   | 27'58"32 |                               |
| 20      | Bashir Abdi          | 27  | Belgio        | 28'01"49 |                               |
| 21      | Luis Ostos           | 24  | Perù          | 28'02"03 |                               |
| 22      | Moses Kurong         | 22  | Uganda        | 28'03"38 |                               |
| 23      | Timothy Toroitich    | 25  | Uganda        | 28'04"84 |                               |
| 24      | Goitom Kifle         | 23  | Eritrea       | 28'15"99 |                               |
| 25      | Andy Vernon          | 30  | Gran Bretagna | 28'19"36 |                               |
| 26      | El Hassan El-Abbassi | 32  | Bahrein       | 28'20"17 |                               |
| 27      | Olivier Irabaruta    | 26  | Burundi       | 28'32"75 |                               |
| 28      | Ben St Lawrence      | 35  | Australia     | 28'46"32 |                               |
| 29      | Yuta Shitara         | 25  | Giappone      | 28'55"23 |                               |
| 30      | Kota Murayama        | 23  | Giappone      | 29'02"51 |                               |
| 31      | Ross Millington      | 27  | Gran Bretagna | 29'14"95 |                               |
| 32      | Mohammed Ahmed       | 25  | Canada        | 29'32"84 |                               |
| –       | Hassan Chani         | 28  | Bahrein       | Ritirato |                               |
| –       | Ali Kaya             | 22  | Turchia       | Ritirato |                               |